# Ancón de Sardinas
Ancón de Sardinas és una badia de l'oceà Pacífic, que es troba a la frontera entre Colòmbia, que queda al Nord (departament de Nariño), i l'Equador, que queda al Sud (província d'Esmeraldas). En aquest lloc arrenca la delimitació marítima de la frontera entre Colòmbia i l'Equador, que consisteix en un únic tractat signat el 23 d'agost de 1975 i, a partir de la intersecció de la prolongació de la frontera terrestre i de la confluència de les àrees territorials de tots dos països, es marca un punt mitjà en la badia; des d'aquí fins al riu Mataje, que desemboca en ella, es traça una línia que liquida el límit.